# Chỉ số dân chủ
| Dân chủ đầy đủ 9.01–10.00 8.01–9.00 | Dân chủ khiếm khuyết 7.01–8.00 6.01–7.00 | Thể chế hỗn hợp 5.01–6.00 4.01–5.00 | Chính thể chuyên chế 3.01–4.00 2.01–3.00 1.01–2.00 0.00–1.00 | Không có dữ liệu |

Chỉ số dân chủ ở các quốc gia năm 2022
Dân chủ đầy đủ
9.01–10.00
8.01–9.00
Dân chủ khiếm khuyết
7.01–8.00
6.01–7.00
Thể chế hỗn hợp
5.01–6.00
4.01–5.00
Chính thể chuyên chế
3.01–4.00
2.01–3.00
1.01–2.00
0.00–1.00
Không có dữ liệu

Tạp chí The Economist ở Anh đã khảo sát tình trạng dân chủ ở 167 quốc gia và cố gắng định lượng chỉ số dân chủ (DI) do bộ phận Economist Intelligence Unit Index of Democracy tiến hành dựa trên năm phân loại chung là:
1. Việc tiến hành bầu cử công bằng và tự do.
2. Các quyền tự do của công dân.
3. Sự hoạt động của chính quyền.
4. Việc tham gia chính trị.
5. Văn hóa chính trị.

Na Uy có tổng điểm số cao nhất là 9,81 trên thang số 10, ngược lại, Afghanistan cuối bảng với số điểm 0,29. Dân chủ đầy đủ, Dân chủ khiếm khuyết, và Thể chế hỗn hợp được xem là chính quyền đa đảng (Thường là theo tư bản chủ nghĩa...)  và Chính thể chuyên chế được xem là chính quyền đơn đảng, nắm quyền độc nhất (Thường là theo Xã hội chủ nghĩa, chủ nghĩa Cộng sản, quốc gia Hồi giáo...) (riêng Thể chế hỗn hợp cũng có thể được xem là gần giống Chính thể chuyên chế nếu dưới 5 điểm và trên 4 điểm).

## Phương pháp đánh giá
Như được mô tả trong bản báo cáo, chỉ số dân chủ được tính theo cách tính bình quân trọng lượng dựa trên trả lời của 60 câu hỏi, mỗi câu có từ hai đến ba lựa chọn để trả lời. Hầu hết các câu hỏi được các chuyên gia đánh giá; tuy nhiên, báo cáo đó không cho biết chuyên gia ngành nào, cũng như số lượng chuyên gia, hay các chuyên gia có phải là nhân viên của Tạp chí đó hay không. Điều đó tuân thủ truyền thống ẩn danh để né tránh chỉ trích cá nhân của Tạp chí, một truyền thống đã vấp phải nhiều chỉ trích vì sự thiếu tin cậy trên toàn Tạp chí.
Một cách sơ lược, các câu hỏi được phân bổ vào năm loại chính. Mỗi câu trả lời được cho điểm là 0 hoặc 1, hoặc có thêm 0,5 điểm đối với ba lựa chọn. Tổng số điểm được cộng dồn vào cho từng loại, nhân với mười, rồi chia cho tổng số câu hỏi của từng loại đó.
Ví dụ:
1. Các cuộc bầu cử trong nước có tự do và công bằng hay không";
2. An toàn của cử tri";
3. Sự ảnh hưởng của thế lực bên ngoài đến chính quyền nước đó";
4. Khả năng của công chức trong việc thực thi chính trị.

Trung bình cộng của các chỉ số từng loại đó được làm tròn hai chữ số cho ta kết quả chỉ số dân chủ cho từng quốc gia.
1. Dân chủ đầy đủ —  từ 8,01–10.
2. Dân chủ khiếm khuyết — từ 6,01–8.
3. Thể chế hỗn hợp — từ 4,01–6.
4. Chính thể chuyên chế — dưới 4.

## Bảng xếp hạng 2024
Nguồn Economist Intelligence Unit EIU, xếp hạng 2024.
| Hạng                 | Δ Hạng     | Quốc gia               | Phân loại            | Δ Điểm | Bầu cử công bằng và tự do | Hoạt động của chính quyền | Tham gia chính trị | Văn hóa chính trị | Quyền tự do của công dân | Điểm tuyệt đối |
| -------------------- | ---------- | ---------------------- | -------------------- | ------ | ------------------------- | ------------------------- | ------------------ | ----------------- | ------------------------ | -------------- |
|                      |            |                        |                      |        |                           |                           |                    |                   |                          |                |
| Dân chủ đầy đủ       |            |                        |                      |        |                           |                           |                    |                   |                          |                |
| 1                    | Giữ nguyên | Na Uy                  | Dân chủ đầy đủ       | 9,81   | Giữ nguyên                | 10,00                     | 9,64               | 10,00             | 10,00                    | 9,41           |
| 2                    | Giữ nguyên | New Zealand            | Dân chủ đầy đủ       | 9,61   | Giữ nguyên                | 10,00                     | 9,29               | 10,00             | 8,75                     | 10,00          |
| 3                    | 1          | Thụy Điển              | Dân chủ đầy đủ       | 9,39   | Giữ nguyên                | 9,58                      | 9,64               | 8,33              | 10,00                    | 9,41           |
| 4                    | 1          | Iceland                | Dân chủ đầy đủ       | 9,38   | 0,07                      | 10,00                     | 8,93               | 8,89              | 9,38                     | 9,71           |
| 5                    | 3          | Thụy Sĩ                | Dân chủ đầy đủ       | 9,32   | 0,18                      | 9,58                      | 9,29               | 8,33              | 10,00                    | 9,41           |
| 6                    | 1          | Phần Lan               | Dân chủ đầy đủ       | 9,30   | Giữ nguyên                | 10,00                     | 9,64               | 7,78              | 9,38                     | 9,71           |
| 7                    | 1          | Đan Mạch               | Dân chủ đầy đủ       | 9,28   | Giữ nguyên                | 10,00                     | 9,29               | 8,33              | 9,38                     | 9,41           |
| 8                    | 1          | Ireland                | Dân chủ đầy đủ       | 9,19   | Giữ nguyên                | 10,00                     | 8,21               | 8,33              | 10,00                    | 9,41           |
| 9                    | Giữ nguyên | Hà Lan                 | Dân chủ đầy đủ       | 9,00   | Giữ nguyên                | 9,58                      | 8,93               | 8,33              | 8,75                     | 9,41           |
| 10                   | 1          | Luxembourg             | Dân chủ đầy đủ       | 8,88   | 0,07                      | 10,00                     | 9,29               | 6,67              | 8,75                     | 9,71           |
| 11                   | 3          | Úc                     | Dân chủ đầy đủ       | 8,85   | 0,19                      | 10,00                     | 8,57               | 7,22              | 8,75                     | 9,71           |
| 12                   | 2          | Đài Loan               | Dân chủ đầy đủ       | 8,78   | 0,14                      | 10,00                     | 8,57               | 7,78              | 8,13                     | 9,41           |
| 13                   | 1          | Đức                    | Dân chủ đầy đủ       | 8,73   | 0,07                      | 9,58                      | 8,21               | 8,33              | 8,13                     | 9,41           |
| 14                   | 1          | Canada                 | Dân chủ đầy đủ       | 8,69   | Giữ nguyên                | 10,00                     | 8,21               | 8,89              | 7,50                     | 8,82           |
| 15                   | 1          | Uruguay                | Dân chủ đầy đủ       | 8,67   | 0,01                      | 10,00                     | 9,29               | 7,78              | 6,88                     | 9,41           |
| 16                   | Giữ nguyên | Nhật Bản               | Dân chủ đầy đủ       | 8,48   | 0,08                      | 9,58                      | 8,93               | 6,67              | 8,13                     | 9,12           |
| 17                   | 1          | Anh Quốc               | Dân chủ đầy đủ       | 8,34   | 0,06                      | 9,58                      | 7,50               | 8,33              | 6,88                     | 9,41           |
| 18                   | 1          | Costa Rica             | Dân chủ đầy đủ       | 8,29   | Giữ nguyên                | 9,58                      | 7,50               | 7,78              | 6,88                     | 9,71           |
| 19                   | 1          | Áo                     | Dân chủ đầy đủ       | 8,28   | Giữ nguyên                | 9,58                      | 7,50               | 8,89              | 6,88                     | 8,53           |
| 20                   | Giữ nguyên | Mauritius              | Dân chủ đầy đủ       | 8,23   | 0,09                      | 9,58                      | 7,86               | 6,11              | 8,75                     | 8,82           |
| 21                   | 6          | Estonia                | Dân chủ đầy đủ       | 8,13   | 0,17                      | 10,00                     | 8,57               | 6,67              | 6,88                     | 8,53           |
| 21                   | 2          | Tây Ban Nha            | Dân chủ đầy đủ       | 8,13   | 0,06                      | 9,58                      | 7,50               | 7,22              | 7,50                     | 8,82           |
| 23                   | 3          | Cộng hòa Séc           | Dân chủ đầy đủ       | 8,08   | 0,11                      | 9,58                      | 6,43               | 7,78              | 7,50                     | 9,12           |
| 23                   | 8          | Bồ Đào Nha             | Dân chủ đầy đủ       | 8,08   | 0,33                      | 9,58                      | 7,14               | 6,11              | 8,75                     | 8,82           |
| 25                   | 5          | Hy Lạp                 | Dân chủ đầy đủ       | 8,07   | 0,07                      | 10,00                     | 6,79               | 7,22              | 7,50                     | 8,82           |
| Dân chủ khiếm khuyết |            |                        |                      |        |                           |                           |                    |                   |                          |                |
| 26                   | 3          | Pháp                   | Dân chủ khiếm khuyết | 7,99   | 0,08                      | 9,58                      | 7,50               | 7,78              | 6,88                     | 8,24           |
| 27                   | 1          | Malta                  | Dân chủ khiếm khuyết | 7,93   | Giữ nguyên                | 9,17                      | 7,14               | 6,67              | 8,13                     | 8,53           |
| 28                   | 1          | Hoa Kỳ                 | Dân chủ khiếm khuyết | 7,85   | Giữ nguyên                | 9,17                      | 6,43               | 8,89              | 6,25                     | 8,53           |
| 29                   | 4          | Chile                  | Dân chủ khiếm khuyết | 7,83   | 0,15                      | 9,58                      | 7,86               | 6,67              | 5,63                     | 9,41           |
| 30                   | 1          | Slovenia               | Dân chủ khiếm khuyết | 7,82   | 0,07                      | 9,58                      | 7,50               | 7,22              | 6,25                     | 8,53           |
| 31                   | 1          | Israel                 | Dân chủ khiếm khuyết | 7,80   | Giữ nguyên                | 9,58                      | 7,50               | 9,44              | 6,88                     | 5,59           |
| 32                   | 10         | Hàn Quốc               | Dân chủ khiếm khuyết | 7,75   | 0,34                      | 9,58                      | 7,50               | 7,22              | 5,63                     | 8,82           |
| 33                   | 4          | Latvia                 | Dân chủ khiếm khuyết | 7,66   | 0,28                      | 10,00                     | 7,14               | 6,67              | 6,25                     | 8,24           |
| 34                   | 2          | Bỉ                     | Dân chủ khiếm khuyết | 7,64   | Giữ nguyên                | 9,58                      | 8,21               | 5,00              | 6,88                     | 8,53           |
| 35                   | 2          | Botswana               | Dân chủ khiếm khuyết | 7,63   | 0,10                      | 9,58                      | 6,43               | 6,11              | 7,50                     | 8,53           |
| 36                   | 3          | Litva                  | Dân chủ khiếm khuyết | 7,59   | 0,28                      | 10,00                     | 7,14               | 6,67              | 5,63                     | 8,53           |
| 37                   | 2          | Cabo Verde             | Dân chủ khiếm khuyết | 7,58   | 0,07                      | 9,17                      | 6,64               | 6,67              | 6,88                     | 8,53           |
| 37                   | 3          | Ý                      | Dân chủ khiếm khuyết | 7,58   | 0,11                      | 9,58                      | 7,14               | 7,22              | 6,88                     | 7,06           |
| 39                   | 2          | Ba Lan                 | Dân chủ khiếm khuyết | 7,40   | 0,22                      | 10,00                     | 6,43               | 6,67              | 6,25                     | 7,65           |
| 40                   | 3          | Síp                    | Dân chủ khiếm khuyết | 7,38   | Giữ nguyên                | 9,17                      | 5,36               | 6,67              | 6,88                     | 8,82           |
| 41                   | Giữ nguyên | Ấn Độ                  | Dân chủ khiếm khuyết | 7,29   | 0,11                      | 8,67                      | 7,50               | 7,22              | 6,88                     | 6,18           |
| 42                   | 2          | Slovakia               | Dân chủ khiếm khuyết | 7,21   | 0,14                      | 10,00                     | 6,07               | 6,11              | 5,63                     | 8,24           |
| 43                   | 4          | Nam Phi                | Dân chủ khiếm khuyết | 7,16   | 0,11                      | 9,17                      | 6,79               | 7,78              | 5,00                     | 7,06           |
| 44                   | 4          | Malaysia               | Dân chủ khiếm khuyết | 7,11   | 0,18                      | 9,58                      | 7,14               | 6,67              | 6,25                     | 5,88           |
| 45                   | 2          | Trinidad và Tobago     | Dân chủ khiếm khuyết | 7,09   | 0,07                      | 9,58                      | 6,79               | 6,11              | 5,63                     | 7,35           |
| 46                   | 1          | Đông Timor             | Dân chủ khiếm khuyết | 7,03   | 0,03                      | 9,58                      | 6,07               | 5,56              | 6,88                     | 7,06           |
| 47                   | 1          | Panama                 | Dân chủ khiếm khuyết | 6,84   | 0,07                      | 9,58                      | 5,71               | 7,22              | 3,75                     | 7,94           |
| 48                   | 1          | Suriname               | Dân chủ khiếm khuyết | 6,79   | 0,09                      | 9,58                      | 5,36               | 6,67              | 5,00                     | 7,35           |
| 49                   | 4          | Jamaica                | Dân chủ khiếm khuyết | 6,74   | 0,32                      | 8,75                      | 6,43               | 5,00              | 5,00                     | 8,53           |
| 50                   | 2          | Montenegro             | Dân chủ khiếm khuyết | 6,73   | 0,06                      | 8,75                      | 7,14               | 6,67              | 3,75                     | 7,35           |
| 51                   | 2          | Philippines            | Dân chủ khiếm khuyết | 6,63   | 0,03                      | 8,75                      | 4,64               | 8,33              | 4,38                     | 7,06           |
| 52                   | 9          | Cộng hòa Dominica      | Dân chủ khiếm khuyết | 6,62   | 0,18                      | 9,17                      | 5,00               | 7,22              | 4,38                     | 7,35           |
| 53                   | 6          | Mông Cổ                | Dân chủ khiếm khuyết | 6,53   | 0,05                      | 8,75                      | 5,71               | 6,67              | 5,63                     | 5,88           |
| 54                   | Giữ nguyên | Argentina              | Dân chủ khiếm khuyết | 6,51   | 0,11                      | 9,17                      | 5,00               | 6,11              | 3,75                     | 8,53           |
| 54                   | 4          | Hungary                | Dân chủ khiếm khuyết | 6,51   | 0,21                      | 8,75                      | 5,71               | 4,44              | 6,88                     | 6,76           |
| 56                   | 2          | Croatia                | Dân chủ khiếm khuyết | 6,50   | Giữ nguyên                | 9,17                      | 6,07               | 6,11              | 4,38                     | 6,76           |
| 57                   | 6          | Brasil                 | Dân chủ khiếm khuyết | 6,49   | 0,19                      | 9,58                      | 5,00               | 6,11              | 5,00                     | 6,76           |
| 58                   | 1          | Namibia                | Dân chủ khiếm khuyết | 6,48   | 0,04                      | 7,42                      | 5,36               | 6,67              | 5,00                     | 7,94           |
| 59                   | 3          | Indonesia              | Dân chủ khiếm khuyết | 6,44   | 0,09                      | 7,92                      | 6,79               | 7,22              | 5,00                     | 5,29           |
| 60                   | 5          | Colombia               | Dân chủ khiếm khuyết | 6,35   | 0,20                      | 9,17                      | 5,71               | 6,11              | 3,13                     | 7,65           |
| 61                   | 1          | Bulgaria               | Dân chủ khiếm khuyết | 6,34   | 0,07                      | 8,75                      | 5,36               | 5,56              | 4,38                     | 7,65           |
| 62                   | 10         | Bắc Macedonia          | Dân chủ khiếm khuyết | 6,28   | 0,25                      | 8,75                      | 6,07               | 6,11              | 3,13                     | 7,35           |
| 63                   | Giữ nguyên | Thái Lan               | Dân chủ khiếm khuyết | 6,27   | 0,08                      | 6,50                      | 5,00               | 8,33              | 5,63                     | 5,88           |
| 64                   | Giữ nguyên | Serbia                 | Dân chủ khiếm khuyết | 6,26   | 0,07                      | 7,83                      | 5,71               | 6,67              | 3,75                     | 7,35           |
| 65                   | Giữ nguyên | Ghana                  | Dân chủ khiếm khuyết | 6,24   | 0,06                      | 8,33                      | 4,64               | 6,11              | 6,25                     | 5,88           |
| 66                   | Giữ nguyên | Albania                | Dân chủ khiếm khuyết | 6,20   | 0,08                      | 7,00                      | 5,71               | 5,00              | 6,25                     | 7,06           |
| 67                   | 3          | Sri Lanka              | Dân chủ khiếm khuyết | 6,19   | 0,02                      | 7,00                      | 4,29               | 7,22              | 6,25                     | 6,18           |
| 68                   | 1          | Singapore              | Dân chủ khiếm khuyết | 6,18   | Giữ nguyên                | 5,33                      | 7,14               | 4,44              | 7,50                     | 6,47           |
| 69                   | 2          | Guyana                 | Dân chủ khiếm khuyết | 6,11   | 0,15                      | 6,92                      | 6,07               | 6,11              | 5,00                     | 6,47           |
| 70                   | 1          | Lesotho                | Dân chủ khiếm khuyết | 6,06   | Giữ nguyên                | 9,17                      | 3,79               | 5,56              | 5,63                     | 6,18           |
| 71                   | 3          | Moldova                | Dân chủ khiếm khuyết | 6,04   | 0,19                      | 6,50                      | 5,36               | 7,22              | 4,38                     | 6,76           |
| Thể chế hỗn hợp      |            |                        |                      |        |                           |                           |                    |                   |                          |                |
| 72                   | 12         | România                | Thể chế hỗn hợp      | 5,99   | 0,46                      | 9,17                      | 6,43               | 5,56              | 3,75                     | 7,35           |
| 73                   | 1          | Papua New Guinea       | Thể chế hỗn hợp      | 5,97   | 0,06                      | 6,92                      | 6,07               | 3,89              | 5,63                     | 7,35           |
| 74                   | 9          | Sénégal                | Thể chế hỗn hợp      | 5,93   | 0,45                      | 7,42                      | 5,36               | 4,44              | 6,25                     | 6,18           |
| 75                   | 1          | Paraguay               | Thể chế hỗn hợp      | 5,92   | 0,08                      | 8,33                      | 5,36               | 6,67              | 1,88                     | 7,35           |
| 76                   | Giữ nguyên | Malawi                 | Thể chế hỗn hợp      | 5,85   | Giữ nguyên                | 7,00                      | 4,29               | 5,56              | 6,25                     | 6,18           |
| 77                   | 1          | Zambia                 | Thể chế hỗn hợp      | 5,73   | 0,07                      | 7,92                      | 3,29               | 5,00              | 6,88                     | 5,59           |
| 78                   | 1          | Perú                   | Thể chế hỗn hợp      | 5,69   | 0,12                      | 8,75                      | 5,71               | 5,00              | 2,50                     | 6,47           |
| 79                   | 2          | Bhutan                 | Thể chế hỗn hợp      | 5,65   | 0,11                      | 8,75                      | 5,93               | 3,89              | 5,00                     | 4,71           |
| 80                   | 1          | Liberia                | Thể chế hỗn hợp      | 5,57   | Giữ nguyên                | 7,83                      | 2,71               | 6,11              | 5,63                     | 5,59           |
| 81                   | 1          | Fiji                   | Thể chế hỗn hợp      | 5,39   | 0,16                      | 6,58                      | 5,00               | 4,44              | 5,63                     | 5,29           |
| 82                   | 2          | Armenia                | Thể chế hỗn hợp      | 5,35   | 0,07                      | 7,92                      | 4,29               | 6,11              | 3,13                     | 5,29           |
| 83                   | 4          | Madagascar             | Thể chế hỗn hợp      | 5,33   | 0,07                      | 6,58                      | 3,93               | 6,11              | 5,63                     | 4,41           |
| 84                   | 6          | México                 | Thể chế hỗn hợp      | 5,32   | 0,18                      | 6,92                      | 5,00               | 7,22              | 1,88                     | 5,59           |
| 85                   | Giữ nguyên | Ecuador                | Thể chế hỗn hợp      | 5,24   | 0,17                      | 8,75                      | 5,00               | 5,56              | 1,88                     | 5,00           |
| 86                   | Giữ nguyên | Tanzania               | Thể chế hỗn hợp      | 5,20   | 0,15                      | 4,42                      | 5,00               | 5,00              | 6,88                     | 4,71           |
| 87                   | 1          | Hồng Kông              | Thể chế hỗn hợp      | 5,09   | 0,15                      | 2,75                      | 4,00               | 3,89              | 6,88                     | 7,94           |
| 88                   | 6          | Bosna và Hercegovina   | Thể chế hỗn hợp      | 5,06   | 0,06                      | 7,00                      | 3,64               | 5,00              | 3,75                     | 5,88           |
| 89                   | 3          | Kenya                  | Thể chế hỗn hợp      | 5,05   | Giữ nguyên                | 3,50                      | 5,36               | 6,67              | 5,63                     | 4,12           |
| 90                   | 5          | Honduras               | Thể chế hỗn hợp      | 4,98   | Giữ nguyên                | 8,75                      | 3,93               | 4,44              | 2,50                     | 5,29           |
| 91                   | 2          | Maroc                  | Thể chế hỗn hợp      | 4,97   | 0,07                      | 5,25                      | 4,29               | 5,56              | 5,63                     | 4,12           |
| 92                   | 1          | Ukraina                | Thể chế hỗn hợp      | 4,90   | 0,16                      | 5,17                      | 2,71               | 7,22              | 5,00                     | 4,41           |
| 93                   | 11         | Tunisia                | Thể chế hỗn hợp      | 4,71   | 0,80                      | 3,42                      | 3,93               | 5,56              | 5,63                     | 5,00           |
| 94                   | 5          | Gruzia                 | Thể chế hỗn hợp      | 4,70   | 0,50                      | 5,67                      | 3,21               | 5,56              | 3,75                     | 5,29           |
| 95                   | 1          | El Salvador            | Thể chế hỗn hợp      | 4,61   | 0,10                      | 6,17                      | 3,21               | 5,56              | 3,13                     | 5,00           |
| 96                   | 2          | Nepal                  | Thể chế hỗn hợp      | 4,60   | Giữ nguyên                | 4,83                      | 5,36               | 5,00              | 2,50                     | 5,29           |
| 97                   | 3          | Guatemala              | Thể chế hỗn hợp      | 4,55   | 0,08                      | 6,08                      | 3,93               | 5,00              | 1,88                     | 5,88           |
| 98                   | 1          | Uganda                 | Thể chế hỗn hợp      | 4,49   | Giữ nguyên                | 3,42                      | 3,57               | 3,89              | 6,88                     | 4,71           |
| 99                   | 1          | Gambia                 | Thể chế hỗn hợp      | 4,47   | Giữ nguyên                | 4,42                      | 4,29               | 3,89              | 5,63                     | 4,12           |
| 100                  | 25         | Bangladesh             | Thể chế hỗn hợp      | 4,44   | 1,43                      | 6,08                      | 2,57               | 5,00              | 5,00                     | 3,53           |
| 100                  | 3          | Bénin                  | Thể chế hỗn hợp      | 4,44   | 0,24                      | 1,75                      | 5,36               | 4,44              | 6,25                     | 4,41           |
| 102                  | 1          | Sierra Leone           | Thể chế hỗn hợp      | 4,32   | Giữ nguyên                | 4,83                      | 2,86               | 3,89              | 5,00                     | 5,00           |
| 103                  | 3          | Bolivia                | Thể chế hỗn hợp      | 4,26   | 0,06                      | 4,33                      | 3,93               | 5,56              | 1,88                     | 5,59           |
| 103                  | 1          | Thổ Nhĩ Kỳ             | Thể chế hỗn hợp      | 4,26   | 0,07                      | 3,50                      | 4,64               | 6,11              | 5,00                     | 2,06           |
| 105                  | Giữ nguyên | Bờ Biển Ngà            | Thể chế hỗn hợp      | 4,22   | Giữ nguyên                | 4,33                      | 2,86               | 4,44              | 5,63                     | 3,82           |
| 106                  | 2          | Nigeria                | Thể chế hỗn hợp      | 4,16   | 0,07                      | 5,17                      | 3,57               | 3,89              | 3,75                     | 4,41           |
| 107                  | Giữ nguyên | Angola                 | Thể chế hỗn hợp      | 4,05   | 0,13                      | 4,50                      | 2,86               | 5,56              | 5,00                     | 2,35           |
| Chính thể chuyên chế |            |                        |                      |        |                           |                           |                    |                   |                          |                |
| 108                  | Giữ nguyên | Mauritanie             | Chính thể chuyên chế | 3,96   | 0,18                      | 3,50                      | 3,21               | 5,56              | 3,13                     | 4,41           |
| 109                  | 3          | Liban                  | Chính thể chuyên chế | 3,56   | Giữ nguyên                | 3,08                      | 0,79               | 6,67              | 3,13                     | 4,12           |
| 110                  | Giữ nguyên | Algérie                | Chính thể chuyên chế | 3,55   | 0,11                      | 3,08                      | 2,50               | 3,33              | 5,00                     | 3,82           |
| 111                  | 2          | Kyrgyzstan             | Chính thể chuyên chế | 3,52   | 0,18                      | 3,42                      | 1,86               | 3,89              | 3,13                     | 5,29           |
| 112                  | 3          | Palestine              | Chính thể chuyên chế | 3,44   | 0,03                      | 1,58                      | 0,00               | 8,33              | 3,75                     | 3,53           |
| 113                  | Giữ nguyên | Mozambique             | Chính thể chuyên chế | 3,38   | 0,13                      | 1,67                      | 1,43               | 5,56              | 5,00                     | 3,24           |
| 114                  | 3          | Rwanda                 | Chính thể chuyên chế | 3,34   | 0,04                      | 1,42                      | 4,29               | 3,33              | 5,00                     | 2,65           |
| 115                  | 7          | Jordan                 | Chính thể chuyên chế | 3,28   | 0,24                      | 3,08                      | 2,86               | 4,44              | 2,50                     | 3,53           |
| 116                  | Giữ nguyên | Ethiopia               | Chính thể chuyên chế | 3,24   | 0,13                      | 0,42                      | 2,86               | 6,11              | 5,63                     | 1,18           |
| 117                  | 6          | Qatar                  | Chính thể chuyên chế | 3,17   | 0,48                      | 0,00                      | 3,93               | 2,78              | 5,63                     | 3,53           |
| 118                  | 2          | Kazakhstan             | Chính thể chuyên chế | 3,08   | Giữ nguyên                | 0,50                      | 3,21               | 5,00              | 3,75                     | 2,94           |
| 119                  | 6          | UAE                    | Chính thể chuyên chế | 3,07   | 0,06                      | 0,00                      | 4,29               | 2,78              | 5,63                     | 2,65           |
| 120                  | 1          | Oman                   | Chính thể chuyên chế | 3,05   | 0,07                      | 0,08                      | 3,57               | 2,78              | 5,00                     | 3,82           |
| 121                  | 5          | Togo                   | Chính thể chuyên chế | 2,99   | Giữ nguyên                | 0,92                      | 2,14               | 3,33              | 5,63                     | 2,94           |
| 122                  | Giữ nguyên | Zimbabwe               | Chính thể chuyên chế | 2,98   | 0,06                      | 0,00                      | 2,50               | 4,44              | 5,00                     | 2,94           |
| 123                  | 2          | Campuchia              | Chính thể chuyên chế | 2,94   | 0,11                      | 0,00                      | 2,36               | 5,00              | 5,00                     | 2,35           |
| 124                  | 2          | Comoros                | Chính thể chuyên chế | 2,84   | 0,20                      | 0,83                      | 2,21               | 3,89              | 3,75                     | 3,53           |
| 124                  | 6          | Pakistan               | Chính thể chuyên chế | 2,84   | 0,41                      | 0,83                      | 4,29               | 2,78              | 2,50                     | 3,82           |
| 126                  | 4          | Azerbaijan             | Chính thể chuyên chế | 2,80   | Giữ nguyên                | 0,50                      | 2,50               | 3,33              | 5,00                     | 2,65           |
| 126                  | 2          | Iraq                   | Chính thể chuyên chế | 2,80   | 0,08                      | 4,83                      | 0,00               | 6,11              | 1,88                     | 1,18           |
| 128                  | 3          | Cộng hoà Congo         | Chính thể chuyên chế | 2,79   | Giữ nguyên                | 0,00                      | 2,50               | 4,44              | 3,75                     | 3,24           |
| 128                  | 1          | Ai Cập                 | Chính thể chuyên chế | 2,79   | 0,14                      | 0,42                      | 2,86               | 3,89              | 5,00                     | 1,76           |
| 130                  | 16         | Kuwait                 | Chính thể chuyên chế | 2,78   | 0,72                      | 0,92                      | 3,21               | 2,78              | 3,75                     | 3,24           |
| 131                  | 2          | Haiti                  | Chính thể chuyên chế | 2,74   | 0,07                      | 0,00                      | 0,29               | 2,78              | 5,63                     | 5,00           |
| 132                  | 2          | Djibouti               | Chính thể chuyên chế | 2,70   | Giữ nguyên                | 0,00                      | 1,64               | 3,89              | 5,63                     | 2,35           |
| 133                  | 3          | Việt Nam               | Chính thể chuyên chế | 2,62   | Giữ nguyên                | 0,00                      | 3,93               | 2,78              | 3,75                     | 2,65           |
| 134                  | 2          | Eswatini               | Chính thể chuyên chế | 2,60   | 0,18                      | 0,00                      | 1,64               | 2,78              | 5,63                     | 2,94           |
| 135                  | Giữ nguyên | Cuba                   | Chính thể chuyên chế | 2,58   | 0,07                      | 0,00                      | 2,86               | 3,33              | 3,75                     | 2,94           |
| 136                  | 2          | Cameroon               | Chính thể chuyên chế | 2,56   | Giữ nguyên                | 0,33                      | 2,14               | 3,89              | 4,38                     | 2,06           |
| 137                  | 4          | Burkina Faso           | Chính thể chuyên chế | 2,55   | 0,18                      | 0,00                      | 2,14               | 3,33              | 3,75                     | 3,53           |
| 138                  | 1          | Bahrain                | Chính thể chuyên chế | 2,45   | 0,07                      | 0,42                      | 2,36               | 3,33              | 4,38                     | 1,76           |
| 139                  | 2          | Mali                   | Chính thể chuyên chế | 2,40   | 0,18                      | 0,00                      | 0,00               | 5,00              | 4,38                     | 2,65           |
| 140                  | 17         | Libya                  | Chính thể chuyên chế | 2,31   | 0,53                      | 1,25                      | 0,00               | 3,89              | 3,75                     | 2,65           |
| 141                  | Giữ nguyên | Niger                  | Chính thể chuyên chế | 2,26   | 0,11                      | 0,33                      | 1,14               | 1,67              | 3,75                     | 4,41           |
| 142                  | Giữ nguyên | Venezuela              | Chính thể chuyên chế | 2,25   | 0,06                      | 0,00                      | 1,07               | 5,00              | 3,13                     | 2,06           |
| 143                  | 3          | Gabon                  | Chính thể chuyên chế | 2,18   | Giữ nguyên                | 0,83                      | 1,14               | 2,22              | 3,75                     | 2,94           |
| 144                  | 3          | Burundi                | Chính thể chuyên chế | 2,13   | Giữ nguyên                | 0,00                      | 0,00               | 3,89              | 5,00                     | 1,76           |
| 145                  | 3          | Trung Quốc             | Chính thể chuyên chế | 2,11   | 0,01                      | 0,00                      | 3,21               | 3,33              | 3,13                     | 0,88           |
| 146                  | 2          | Uzbekistan             | Chính thể chuyên chế | 2,10   | 0,02                      | 0,00                      | 1,86               | 2,78              | 5,00                     | 0,88           |
| 147                  | 4          | Nicaragua              | Chính thể chuyên chế | 2,09   | 0,17                      | 0,00                      | 2,14               | 2,78              | 3,75                     | 1,76           |
| 148                  | 2          | Ả Rập Xê Út            | Chính thể chuyên chế | 2,08   | Giữ nguyên                | 0,00                      | 3,57               | 2,22              | 3,13                     | 1,47           |
| 149                  | 4          | Guinée                 | Chính thể chuyên chế | 2,04   | 0,17                      | 0,00                      | 0,43               | 3,33              | 4,38                     | 2,06           |
| 150                  | 10         | Guiné-Bissau           | Chính thể chuyên chế | 2,03   | 0,42                      | 2,17                      | 0,00               | 2,78              | 3,13                     | 2,06           |
| 150                  | 6          | Nga                    | Chính thể chuyên chế | 2,03   | 0,19                      | 0,00                      | 2,14               | 2,22              | 3,75                     | 2,06           |
| 152                  | 1          | Belarus                | Chính thể chuyên chế | 1,99   | Giữ nguyên                | 0,00                      | 0,79               | 3,33              | 4,38                     | 1,47           |
| 153                  | 1          | Eritrea                | Chính thể chuyên chế | 1,97   | Giữ nguyên                | 0,00                      | 2,14               | 0,56              | 6,88                     | 0,29           |
| 154                  | 1          | Iran                   | Chính thể chuyên chế | 1,96   | Giữ nguyên                | 0,00                      | 2,50               | 3,33              | 2,50                     | 1,47           |
| 155                  | 1          | Yemen                  | Chính thể chuyên chế | 1,95   | Giữ nguyên                | 0,00                      | 0,00               | 3,89              | 5,00                     | 0,88           |
| 156                  | 4          | Cộng hòa Dân chủ Congo | Chính thể chuyên chế | 1,92   | 0.24                      | 2,08                      | 0,43               | 2,78              | 3,13                     | 1,18           |
| 156                  | Giữ nguyên | Guinea Xích Đạo        | Chính thể chuyên chế | 1,92   | Giữ nguyên                | 0,00                      | 0,43               | 3,33              | 4,38                     | 1,47           |
| 158                  | 3          | Tchad                  | Chính thể chuyên chế | 1,89   | 0,22                      | 0,00                      | 0,00               | 3,33              | 3,75                     | 2,35           |
| 159                  | 4          | Tajikistan             | Chính thể chuyên chế | 1,83   | 0,11                      | 0,00                      | 2,21               | 1,67              | 4,38                     | 0,88           |
| 160                  | 1          | Lào                    | Chính thể chuyên chế | 1,71   | Giữ nguyên                | 0,00                      | 2,86               | 1,67              | 3,75                     | 0,29           |
| 161                  | 1          | Turkmenistan           | Chính thể chuyên chế | 1,66   | Giữ nguyên                | 0,00                      | 0,79               | 2,22              | 5,00                     | 0,29           |
| 162                  | 4          | Sudan                  | Chính thể chuyên chế | 1,46   | 0,30                      | 0,00                      | 0,00               | 1,11              | 5,63                     | 0,59           |
| 163                  | Giữ nguyên | Syria                  | Chính thể chuyên chế | 1,32   | 0,11                      | 0,00                      | 0,00               | 2,22              | 4,38                     | 0,00           |
| 164                  | Giữ nguyên | Trung Phi              | Chính thể chuyên chế | 1,18   | Giữ nguyên                | 0,00                      | 0,00               | 1,67              | 1,88                     | 2,35           |
| 165                  | Giữ nguyên | CHDCND Triều Tiên      | Chính thể chuyên chế | 1,08   | Giữ nguyên                | 0,00                      | 2,50               | 1,67              | 1,25                     | 0,00           |
| 166                  | Giữ nguyên | Myanmar                | Chính thể chuyên chế | 0,96   | 0,11                      | 0,00                      | 0,00               | 1,67              | 3,13                     | 0,00           |
| 167                  | Giữ nguyên | Afghanistan            | Chính thể chuyên chế | 0,25   | 0,01                      | 0,00                      | 0,00               | 0,00              | 1,25                     | 0,00           |